# Raffael Caetano de Araújo
Raffael Caetano de Araújo (nascut el 28 de març de 1985), simplement Raffael, és un futbolista brasiler que juga pel Borussia Mönchengladbach de centrecampista ofensiu.